# Айя (дим)
Айя́ (греч. Δήμος Αγιάς) — община (дим) в Греции. Входит в периферийную единицу Ларису в периферии Фессалии. Население 11 470 жителей по переписи 2011 года. Площадь 661,79 квадратного километра. Плотность 17,33 человека на квадратный километр. Административный центр — Айя. Димархом на местных выборах 2014 года избран Андонис Гундарас (Αντώνης Γκουντάρας).
В 2011 году по программе «Калликратис» к общине Айе присоединены упразднённые общины Лакерия, Меливия и Эврименес.

## Административное деление

Административное деление общины:
1 — Айя
2 — по часовой стрелке слева: Лакерия, Эврименес, Меливия

Община Айя делится на 4 общинные единицы.